# Laugarbakki
Laugarbakki est une localité islandaise de la municipalité de Húnaþing vestra située au nord de l'île, dans la région de Norðurland vestra. En 2011, le village comptait 57 habitants.

## Personnalités liées à la localité
- Ásgeir Trausti, chanteur né en 1992.